# Петрівське (Вільнянська міська громада)
Петрі́вське — село в Україні, у Вільнянській міській громаді Запорізького району Запорізької області. До 2020 орган місцевого самоврядування — Любимівська сільська рада.
Площа села — 103,6 га. Кількість дворів — 65, кількість населення на 1 січня 2007—148 чол.

## Географія
Село Петрівське знаходиться на відстані 2,5 км від села Скелювате та за 3 км від сіл Любимівка, Біляївка і Новогупалівка.
Село розташоване за 13 км від центру громади, за 32 км від обласного центра.
Найближча залізнична станція — Вільнянськ — знаходиться за 13 км від села.
За 0,3 км на південь від південної околиці села знаходиться пам'ятка археології — Гостра могила.

## Історія
В XIX ст. в цій місцевості мешкали німці-переселенці. Наприкінці XIX ст. тут знаходився маєток Г. Нейфельда. В 20-х роках XIX ст. сюди прибули переселенці з Західної України і заснували село Петрівське. Після німецького поселення до наших днів залишився парк. Нині він має назву Петрівський ліс; в ньому збереглася алея вікових каштанів.
7 (20) листопада 1917 року, відповідно до Третього Універсалу Української Центральної Ради, увійшло до складу Української Народної Республіки.
В 1932—1933 селяни пережили сталінський геноцид[джерело?].
День села досі відзначається 21 вересня; в цей день 1943 року с. Петрівське було визволено в ході німецько-радянської війни.
В центрі села знаходиться братська могила радянських воїнів.
12 червня 2020 року, відповідно до Розпорядження Кабінету Міністрів України від № 713-р «Про визначення адміністративних центрів та затвердження територій територіальних громад Запорізької області», увійшло до складу Вільнянської міської громади.
19 липня 2020 року, в результаті адміністративно-територіальної реформи та ліквідації Вільнянського району, село увійшло до складу новоутвореного Запорізького району.

## Відомі люди
- Генріх Нейфельд (Генріх Дмитрович Нейфельд) — власник і керівник заводу сільськогосподарських машин у Софіївці (нині м. Вільнянськ, Запорізька область) з 1871 р. Маєток Г.Нейфельда був поблизу села.